# 駿馬京
駿馬 京（しゅんめ けい、1992年1月1日 - ）は、日本のライトノベル作家、漫画原作者。

## 経歴・人物
京都府出身で、2016年ごろに上京して以来東京都在住。都内の競馬メディアのウェブディレクターとして企画に携わっており、ゼニヤッタやパントレセレブルを好きな競走馬として挙げている。2020年10月、投稿作『インフルエンス・インシデント』が第27回電撃小説大賞にて銀賞を受賞し、同作で翌2021年3月に小説家デビュー。
小説を執筆する際には、まずテーマを決め、それを元にした複数のルールを元にして執筆する。執筆活動に影響を与えた作品として魔夜峰央『パタリロ!』を始めとした少女漫画、暁WORKSの『るいは智を呼ぶ』、MEPHISTOの『天使の羽根を踏まないでっ』、Navelの『俺たちに翼はない』、propellerの『きっと、澄みわたる朝色よりも、』などのゲーム作品を挙げている。
趣味は音楽とお笑い鑑賞。音楽が趣味なのは、大学生の頃に音楽サークルでバンドを組んでいたことが影響しており、GALNERYUS、ANTHEM、キルスウィッチ・エンゲイジ、アズ・アイ・レイ・ダイング、メンフィス・メイ・ファイヤー、DEVILOOF、アクメなどのメタルコア系のバンドや、デスコア、ジェントなどの要素が入ったヴィジュアル系バンドが特に好きだと述べている。

## 作品リスト

### 単行本
- インフルエンス・インシデント（電撃文庫、イラスト：竹花ノート）
  - Case:01 男の娘配信者・神村まゆの場合（2021年3月）
  - Case:02 元子役配信者・春日夜鶴の場合（2021年9月）
  - Case:03 粛清者・茜谷深紅の場合（2021年12月）
- あんたで日常（）を彩りたい（電撃文庫、イラスト：みれあ）
  - あんたで日常を彩りたい（2024年3月）
  - あんたで日常を彩りたい2（2024年7月）

### 漫画原作
- きみと観たいレースがある（渡辺零とともに原作を担当。作画はくわばらたもつ。COMICOGYAAA!!・となりのヤングジャンプにて2022年より連載[注釈 1]。コミックスは集英社より刊行。全3巻）